# Ферв'ю (округ Монмаут, Нью-Джерсі)
Ферв'ю (англ. Fairview) — переписна місцевість (CDP) в США, в окрузі Монмаут штату Нью-Джерсі. Населення — 3731 особа (2020).

## Географія
Ферв'ю розташований за координатами 40°21′55″ пн. ш. 74°4′50″ зх. д. / 40.36528° пн. ш. 74.08056° зх. д. (40.365312, -74.080588).  За даними Бюро перепису населення США в 2010 році переписна місцевість мала площу 3,34 км², з яких 3,31 км² — суходіл та 0,02 км² — водойми.

## Демографія
Згідно з переписом 2010 року, у переписній місцевості мешкало 3806 осіб у 1317 домогосподарствах у складі 1082 родин. Густота населення становила 1141 особа/км².  Було 1346 помешкань (403/км²).
Расовий склад населення:
| - 95,3 % — білих - 1,2 % — азіатів - 0,8 % — чорних або афроамериканців - 0,1 % — вихідців з тихоокеанських островів - 1,3 % — осіб інших рас |

До двох чи більше рас належало 1,3 %. Частка іспаномовних становила 5,5 % від усіх жителів.
За віковим діапазоном населення розподілялося таким чином: 26,2 % — особи молодші 18 років, 62,9 % — особи у віці 18—64 років, 10,9 % — особи у віці 65 років та старші. Медіана віку мешканця становила 40,9 року. На 100 осіб жіночої статі у переписній місцевості припадало 100,1 чоловіків;  на 100 жінок у віці від 18 років та старших — 96,6 чоловіків також старших 18 років.
Середній дохід на одне домашнє господарство  становив 129 998 доларів США (медіана — 105 595), а середній дохід на одну сім'ю — 152 511 долар (медіана — 131 406). Медіана доходів становила 82 286 доларів для чоловіків та 54 698 доларів для жінок. За межею бідності перебувало 4,1 % осіб, у тому числі 1,2 % дітей у віці до 18 років та 1,7 % осіб у віці 65 років та старших.
Цивільне працевлаштоване населення становило 2111 осіб. Основні галузі зайнятості: освіта, охорона здоров'я та соціальна допомога — 23,6 %, роздрібна торгівля — 12,2 %, фінанси, страхування та нерухомість — 12,2 %.